# Шередова, Алена
А́лена Ше́редова (чеш. Alena Šeredová; 21 марта 1978, Прага, Чехословакия) — чешская фотомодель.

## Биография
Алена Шередова родилась 21 марта 1978 года в Праге в семье Йитки Шередовой. У Алены есть сестра — фотомодель Элишка Шередова.
Алена начала карьеру фотомодели в 1993 году. В 1998 году Шередова победила на конкурсе красоты «Мисс Чехия» и в этом же году она заняла 4-е место на конкурсе красоты «Мисс Мира», где она представляла свою родную страну.

## Личная жизнь
С 16 июня 2011 года Алена была замужем за футболистом Джанлуиджи Буффоном, с которым она не живёт вместе с мая 2014 года. У супругов есть два сына — Луис Томас Буффон (род.28.12.2007) и Дэвид Ли Буффон (род.01.11.2009). В мае 2014 года пара объявила о разводе.
Состоит в отношениях с итальянским бизнесменом Алессандро Наси. У пары есть дочь — Вивьенн Шарлотт Наси (род. 19 мая 2020).